# 斯波与七郎
斯波 与七郎（與七郎、しば よしちろう、1865年6月9日（慶応元年5月16日）- 1932年（昭和7年）5月8日）は、明治から昭和初期の大地主、農業経営者、実業家、政治家。貴族院多額納税者議員。

## 経歴
播磨国加東郡西村（兵庫県加東郡河合村大字西村を経て現小野市）で豪農、斯波家11代・斯波喜の長男として生まれた。父の死去に伴い1893年（明治26年）10月に家督を相続した。
1895年（明治28年）6月、加東郡所得税調査委員に就任。1896年（明治29年）2月、兵庫県会議員に選出され、同年8月、加東郡会議員に就任した。
1897年（明治30年）7月の貴族院多額納税者議員選挙で互選され、同年9月29日から1904年（明治37年）9月28日まで在任した。
その他、東播銀行取締役、灘酒造取締役なども務めた。貴族院議員退任後は、農業に専念し所有地40町歩の耕地で自作経営を行った。

## 親族
- 妻 斯波路（みち、冷泉為理の娘）[2][8]